# Thérèse Neguel
Thérèse Raissa Neguel (Yaounde, 1981. december 30. –) kameruni nemzetközi női labdarúgó-játékvezető. Teljes neve Thérèse Raissa Damgoua Neguel.

## Pályafutása
A FECAFOOT Játékvezető Bizottságának (JB) minősítésével az MTN Elite Two, majd az MTN Elite One játékvezetője. A nemzeti női labdarúgó bajnokságban kiemelkedően foglalkoztatott bíró. Küldési gyakorlat szerint rendszeres 4. bírói, illetve alapvonalbírói szolgálatot is végez.
A Kameruni labdarúgó-szövetség JB  terjesztette fel nemzetközi játékvezetőnek, a Nemzetközi Labdarúgó-szövetség (FIFA) 2007-től tartotta nyilván női bírói keretében. A FIFA JB központi nyelvei közül a franciát beszéli. Több nemzetek közötti válogatott (Labdarúgó-világbajnokság, Női afrikai nemzetek kupája, Olimpiai játékok, Ifjúsági olimpiai játékok, Algarve-kupa), valamint klubmérkőzést vezetett, vagy működő társának 4.bíróként segített.
A 2008-as U17-es női labdarúgó-világbajnokságon a FIFA JB bíróként foglalkoztatta.
| Időpont           | Helyszín                        | Mérkőzés típusa              | Mérkőzés         | Eredmény | Nézők száma |
| ----------------- | ------------------------------- | ---------------------------- | ---------------- | -------- | ----------- |
| 2008. november 5. | North Harbour Stadion, Auckland | csoportmérkőzés (D. csoport) | Anglia–Dél-Korea | 0 – 3    | 3 920       |

A 2014-es U20-as női labdarúgó-világbajnokságon a FIFA JB 4. bíróként (tartalék) alkalmazta.
A 2011-es női labdarúgó-világbajnokságon, valamint a 2015-ös női labdarúgó-világbajnokságon a FIFA JB játékvezetőkén alkalmazta. AFIFA JB 2015 márciusában nyilvánosságra hozta annak a 29 játékvezetőnek (22 közreműködő valamint 7 tartalék, illetve 4. bíró) és 44 asszisztensnek a nevét, akik közreműködhettek Kanadában a női labdarúgó-világbajnokságon. A kijelölt játékvezetők és asszisztensek 2015. június 26-án Zürichben, majd két héttel a világtorna előtt Vancouverben vettek rész továbbképzésen, egyben végrehajtották a szokásos elméleti és fizikai Cooper-tesztet. Selejtező mérkőzéseket az CAF zónában irányított. Világbajnokságon vezetett mérkőzéseinek száma: 2.
| Időpont         | Helyszín                      | Mérkőzés típusa              | Mérkőzés         | Eredmény | Nézők száma |
| --------------- | ----------------------------- | ---------------------------- | ---------------- | -------- | ----------- |
| 2011. július 1. | Rudolf-Harbig Stadion, Drezda | csoportmérkőzés (B. csoport) | Új-Zéland–Anglia | 1 – 2    | 19 110      |
| 2015. június 9. | Városi Stadion, Moncton       | csoportmérkőzés (F. csoport) | Kolumbia–Mexikó  | 1 – 1    | 11 686      |

A 2014-es női afrikai nemzetek kupája labdarúgó tornán a CAF JB bíróként foglalkoztatta. A labdarúgó torna egyben a 2015-ös női labdarúgó-világbajnokság selejtezője volt.
| Időpont           | Helyszín                     | Mérkőzés típusa              | Mérkőzés       | Eredmény | Nézők száma |
| ----------------- | ---------------------------- | ---------------------------- | -------------- | -------- | ----------- |
| 2014. október 11. | Sam Nujoma Stadion, Windhoek | csoportmérkőzés (A. csoport) | Namíbia–Zambia | 2 – 0    | 38 000      |

A FIFA JB az Ifjúsági olimpiai játékokon bíróként vette igénybe.
| Időpont             | Helyszín                       | Mérkőzés típusa        | Mérkőzés                    | Eredmény | Nézők száma |
| ------------------- | ------------------------------ | ---------------------- | --------------------------- | -------- | ----------- |
| 2010. augusztus 18. | Jalan Besar Stadion, Szingapúr | selejtező (A. csoport) | Pápua Új-Guinea–Törökország | 0 – 4    | 1 380       |

A  2012. évi nyári olimpiai játékok női labdarúgó tornáján a FIFA JB hivatalnoki munkát adott részére.
| Időpont          | Helyszín                      | Mérkőzés típusa              | Mérkőzés                  | Eredmény | Nézők száma |
| ---------------- | ----------------------------- | ---------------------------- | ------------------------- | -------- | ----------- |
| 2012. július 28. | Hampden Park Stadion, Glasgow | csoportmérkőzés (G. csoport) | Franciaország–Észak-Korea | 5 – 0    | 11 743      |

A 2014-es Algarve-kupa labdarúgó tornán a FIFA JB játékvezetőként vette igénybe. 
| Időpont          | Helyszín              | Mérkőzés típusa              | Mérkőzés                                          | Eredmény |
| ---------------- | --------------------- | ---------------------------- | ------------------------------------------------- | -------- |
| 2014. március 5. | Városi Stadion, Lagos | csoportmérkőzés (C. csoport) | Oroszország–Észak-koreai női labdarúgó-válogatott | 1 – 2    |